# Steve Guerdat
Steve Guerdat (* 10. Juni 1982 in Bassecourt) ist ein international erfolgreicher Schweizer Springreiter.
Er war 2012 in London Olympiasieger. Im November 2012 führte Guerdat erstmals die Weltrangliste an, erneut hatte er diesen Rang das ganze Jahr 2019 sowie von Februar 2020 bis Mai 2021 inne.
Steve Guerdat ist der jüngste Sohn des ehemaligen Springreiters und zweimaligen Olympiateilnehmers Philippe Guerdat.

## Werdegang
Durch den aus dem Beruf seines Vaters resultierenden täglichen Kontakt mit Pferden entstand sein Interesse für das Reiten. Bereits in frühester Kindheit erhielt er erste Reitstunden.
Sein Vater initiierte auch die erste reiterliche Station ausserhalb des eigenen Stalls, einen zunächst einmonatigen Aufenthalt bei Beat Mändli. In der Folge wurde er von seinem Vater und Mändli reitsportlich im Hinblick auf eine Turnierkarriere gefördert. Zwischen 1997 und 2002 nahm er an zwei Junioren- und drei Junge-Reiter-Europameisterschaften teil und gewann dort mit der Mannschaft zwei Bronzemedaillen.
Im Jahr 2003 wechselte er in den Handelsstall von Jan Tops in die Niederlande und wurde hier Nachfolger von Rolf-Göran Bengtsson als Bereiter. In dieser Zeit feierte er seine ersten grossen Erfolge in der Altersklasse der Reiter, so wurde er bei den Europameisterschaften 2003 mit Tepic Sechster in der Einzelwertung und gewann mit der Mannschaft Bronze. Ein Jahr später folgte die erste Olympiateilnahme. Bedingt auch dadurch, dass er seine Pferde im Stall Tops aufgrund von Verkäufen regelmässig abgeben musste, verliess er den Stall nach dreieinhalb Jahren und wechselte nach Belgien.
Ab diesem Zeitpunkt ritt Steve Guerdat drei Monate für den Ölmilliardär Oleksandr Onischtschenko. Guerdats Vater war zu dieser Zeit Nationaltrainer der ukrainischen Springreiter. Als Guerdat sich, trotz einer ihm versprochenen siebenstelligen Summe, weigerte, die ukrainische Staatsbürgerschaft anzunehmen, um für Onischtschenkos «zusammengekaufte» ukrainische Nationalmannschaft zu reiten, trennten sich die Wege.

«Ich bin Schweizer. Punkt.»

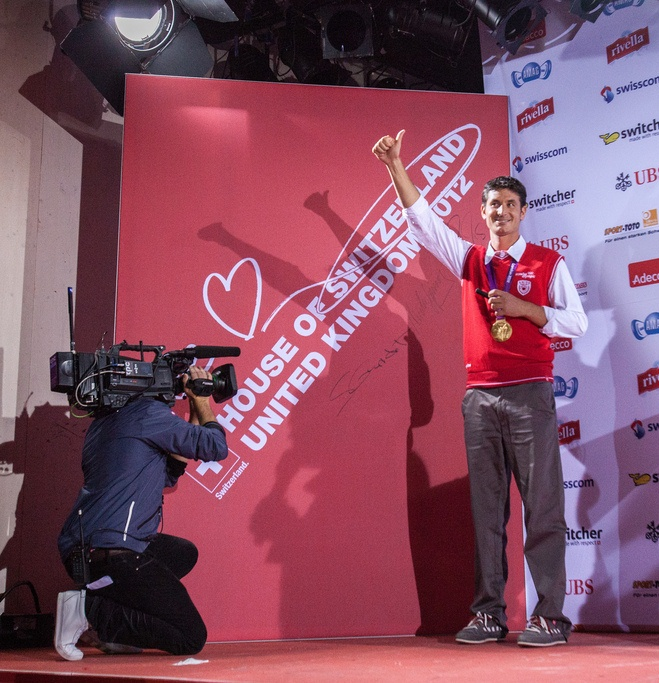
Steve Guerdat auf der Bühne des House of Switzerland in London im Rahmen der Feier zu seiner Goldmedaille bei den Olympischen Sommerspielen 2012 am 8. August 2012

Einige Monate hatte Guerdat deshalb keine Pferde zur Verfügung und war unter anderem bei den Weltreiterspielen in Aachen nur als Zuschauer dabei. Yves G. Piaget, Spross der Uhrenmanufaktur Piaget und ein Freund der Familie, kaufte ihm neue Pferde. Mit der Stute Jalisca Solier gewann er kurz darauf als erster Schweizer das Weltcup-Springen in Genf.

«Auf dem Pferd, da fühle ich mich am lebendigsten. Ich liebe Pferde, ohne sie ist mein Leben sinnlos.»

«Es war Liebe auf den ersten Blick. Als ich das erste Mal auf ihrem Rücken sass, wusste ich sofort: Das ist das Pferd meines Lebens. Wir verstehen uns blind. Auf die kleinste Bewegung des einen reagiert der andere. Wir bilden ein harmonisches Paar, obwohl sie als ausgesprochene Kämpfernatur nicht leicht zu reiten ist. Sie hat einen aussergewöhnlichen Charakter und einen starken Willen. Für kein Geld der Welt würde ich sie hergeben.»

Durch Vermittlung des Präsidenten des Schweizer Pferdesportverbandes, Urs Oberholzer, entstand ein Kontakt zu dem Financier und Polospieler Urs Schwarzenbach. Dieser stellte Guerdat seine Anlage, den Rütihof in Herrliberg, zur Verfügung. Hier machte sich Guerdat im April 2007 selbständig.
Bei den Olympischen Sommerspielen 2008 gewann er in Hongkong auf Jalisca Solier gemeinsam mit Christina Liebherr, Pius Schwizer und Niklaus Schurtenberger die Bronzemedaille im Mannschaftsspringen. Kurz darauf wurde er Schweizer Meister.
Im Dezember 2008 liess sich Guerdat am Rücken operieren, weshalb er einige Zeit pausierte. 2009 gewann er bei den Europameisterschaften in Windsor die Team-Goldmedaille.
Bei den Olympischen Spielen 2012 in London holte Guerdat im Einzel-Springen mit Nino des Buissonnets für die Schweiz die Goldmedaille – als einziger Reiter mit zwei Null-Fehler-Ritten. Er wurde damit der erste Schweizer Einzelsieger im Springen seit 1924, damals gewann Alphonse Gemuseus bei den Olympischen Sommerspielen 1924 ebenfalls Gold im Einzelwettbewerb. Die Mannschaft erreichte mit 16 Fehlerpunkten Rang vier.
Anfang Februar 2013 wurde Guerdat während eines Turniers in Bordeaux von einem Pferd ins Knie getreten und am Schienbein verletzt. Da er zugunsten der Weltcupqualifikation auf eine Turnierpause verzichtete, zog die Verletzung erneute Rückenprobleme nach sich.
Im Rahmen des CHI Genf wurde im Dezember 2013 Jalisca Solier aus dem Sport verabschiedet. Damit endete auch die langjährige Partnerschaft zwischen Guerdat und Mäzen Yves G. Piaget.
Nachdem Guerdat 2012 Rich Fellers und 2013 Beezie Madden erst im Stechen um den Sieg im Weltcupfinal unterlegen war, gewann er den Titel 2015 mit der Stute Paille. Ein Jahr später verteidigte er mit Corbinian seinen Titel beim Weltcupfinal 2016 bei der Göteborg Horse Show 2016.
Im Januar 2016 sorgte Guerdat in der Schweiz für Unmut, als er zugunsten eines Ski-Urlaubs auf das 5*-Turnier in Basel verzichtete, obwohl er nach eigenen Aussagen seine Zeit lieber an Wettkämpfen als im Urlaub verbringt. Das Turnier begründete den Startverzicht damit, dass Guerdat seine Pferde für das Olympiajahr schonen wolle, doch andere Medien berichteten, dass Guerdat unzufrieden mit dem Basler Grand-Prix-Modus (zwei Umgänge und Stechen) sowie der Verpflichtung von Frank Rothenberger als neuem Parcours-Chef sei und deshalb absagte. Bereits 2013 hatte Guerdat die Parcours in Basel öffentlich als «zu anstrengend und zu eckig» kritisiert, woraufhin sich der Schweizer Parcours-Bauer Rolf Lüdi aus allen Schweizer 5*-Turnieren zurückzog.
Bei den Olympischen Sommerspielen 2016 in Rio de Janeiro kam die Schweiz auf den sechsten Rang, Guerdat war im ersten Umgang des Nationenpreises mit acht Strafpunkten das Streichergebnis. In der Einzelwertung hingegen konnte er mit Nino des Buissonnets wieder an die Leistungen von London 2012 anknüpfen: In beiden Umgängen des Einzelfinals blieb er ohne Fehler und zog in das Stechen ein. Hier verhinderte ein Hindernisfehler und eine langsamere Zeit als Bronzemedaillengewinner Eric Lamaze eine Podestplatzierung, Guerdat kam auf den vierten Rang. In der Folge verkündete er, dass dies für Nino des Buissonnets das letzte Championat gewesen sei.
Im Dezember 2016 nutzte Guerdat den CHI Genf erneut als Bühne für einen Abschied, sein Erfolgswallach Nino des Buissonnets beendete hier seine Karriere. Anfang Februar 2017 verliess Guerdat den Rütihof, er übernahm die in Elgg gelegene Reitanlage von Monika und Paul Weier.
Steve Guerdat gehört zu der Minderzahl an internationalen Topreitern, die bei ihrer Saisonplanung nicht die Stationen der Global Champions Tour in den Fokus stellen und nicht Teil eines Teams der Global Champions League sind. In der Nationenpreisserie 2017 gelangen ihm bei drei seiner sechs Teilnahmen fehlerfreie Runden in beiden Umläufen. In den Jahren 2017 und 2018 war er der Reiter mit den meisten fehlerfreien Ritten in Nationenpreisen. Bei den Europameisterschaften 2017 in Göteborg gewann die Schweiz mit ihm Mannschaftsbronze, bei den Weltreiterspielen 2018 errang Guerdat mit Bianca die Einzel-Bronzemedaille.
Guerdats dritter Sieg in einem Weltcupfinal gelang ihm im April 2019 in Göteborg, bei diesem Mal ritt er den Wallach Alamo.
Bei den Olympischen Spielen 2024 in Paris gewann Guerdat mit seinem Pferd Dynamix de Belheme die Silbermedaille im Einzelwettbewerb der Springreiter.

## Sperre
Am 21. Juli 2015 wurde Guerdat vom Internationalen Pferdesportverband provisorisch für zwei Monate gesperrt, nachdem während des Turniers in La Baule sowohl Nino des Buissonnets wie Nasa positiv auf die verbotenen Substanzen Codein und Morphin getestet worden waren. Die Generalsekretärin der FEI wies darauf hin, dass alle Proben Oripavin enthielten, welches in keinem veterinärmedizinischen Produkt vorkommt. Positive Befunde kämen regelmässig durch die Verdauung von Schlafmohnsamen vor, die ebenfalls Kodein und Morphin enthielten. Daher liege es nahe, dass es sich um Kontaminierung handle. Das Standardverfahren müsse jedoch eingehalten werden.
Während die Sperre gegen Guerdat bereits nach einer Woche und einer telefonischen Anhörung vor dem FEI-Tribunal aufgehoben wurde, blieben die beiden betroffenen Pferde bis zum 19. September 2015 gesperrt. Guerdat wurde infolgedessen vom Schweizer Verband nicht für die Europameisterschaft in Aachen nominiert.
In Zusammenarbeit mit der FEI und dem langjährigen Futterlieferanten konnte die Ursache der Kontaminierung ermittelt werden. Die Schlafmohnsamen befanden sich in ungequetschten Haferkörnern, die einem Mischfutter beigefügt worden waren. Am 18. September 2015 unterzeichnete die FEI abschliessende Erklärungen, in welchen die beiden betroffenen Reiter von jeglicher Schuld des Vorsatzes oder der Fahrlässigkeit freigesprochen wurden.
Am 29. November 2015 sprach Guerdat an einer Pressekonferenz erstmals persönlich über die Entwicklung dieses Falles. Er betonte, wie wichtig es ihm gewesen war, die genauen Ursachen der Kontaminierung in Erfahrung zu bringen, anstatt es nur bei der Mutmassung der Verunreinigung zu belassen. Laut der Vereinbarung mit der FEI habe er sämtliche Kosten der Laboranalysen selber zu tragen. Ausserdem bedaure er, dass die FEI an einer Aberkennung seines Sieges im Grossen Preis von La Baule festhalte, da dieser für ihn sehr emotional gewesen sei. Auf die Frage, ob er rechtliche Schritte gegen den Futterhersteller in Betracht ziehe, antwortete Guerdat, dass es an diesem Tag darum gehe, seinen Namen vom Dopingvorwurf zu befreien, Forderungen nach Wiedergutmachung seien Überlegungen für die Zukunft.

## Pferde
aktuelle:

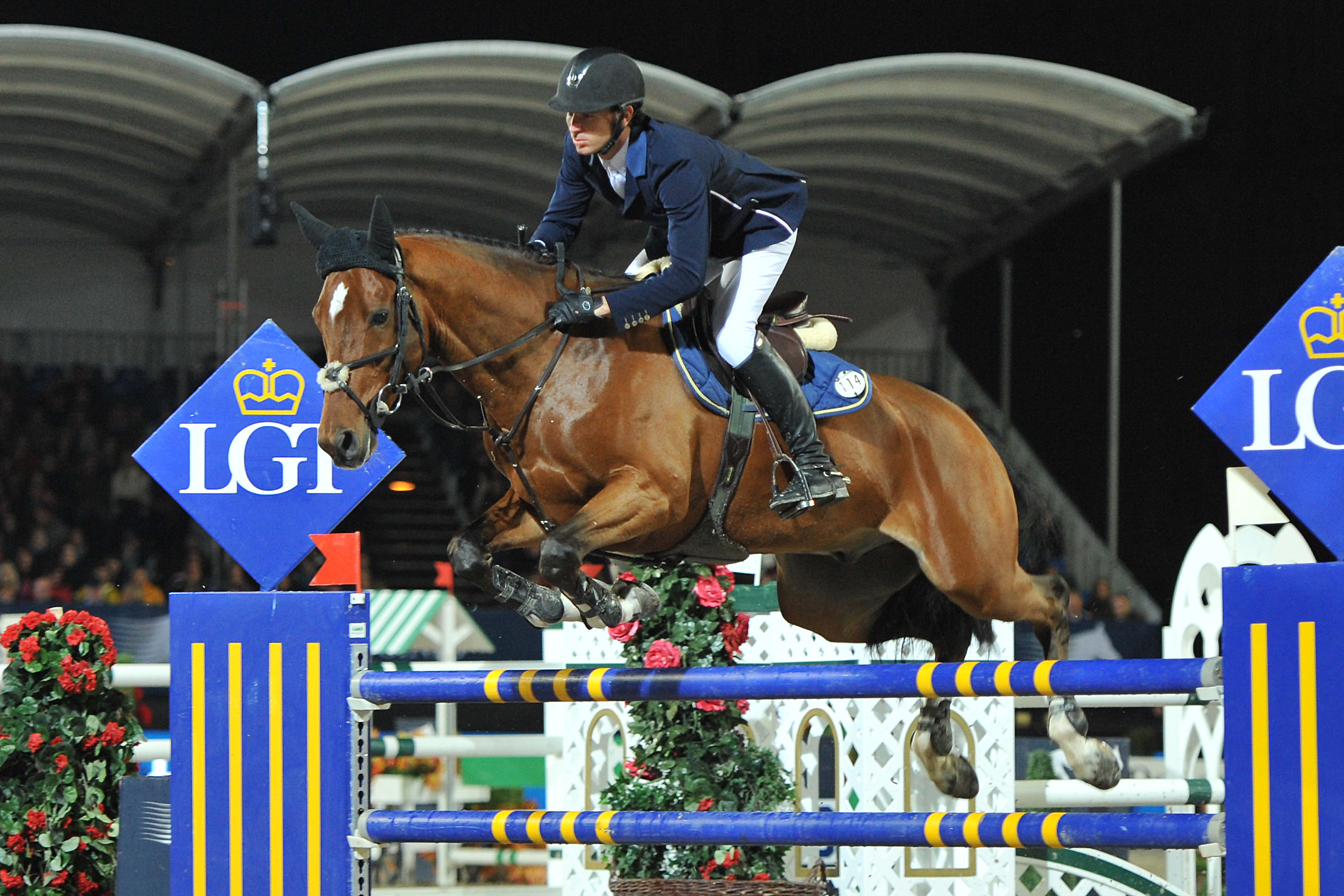
Steve Guerdat mit Zanzibar bei den Vienna Masters 2013

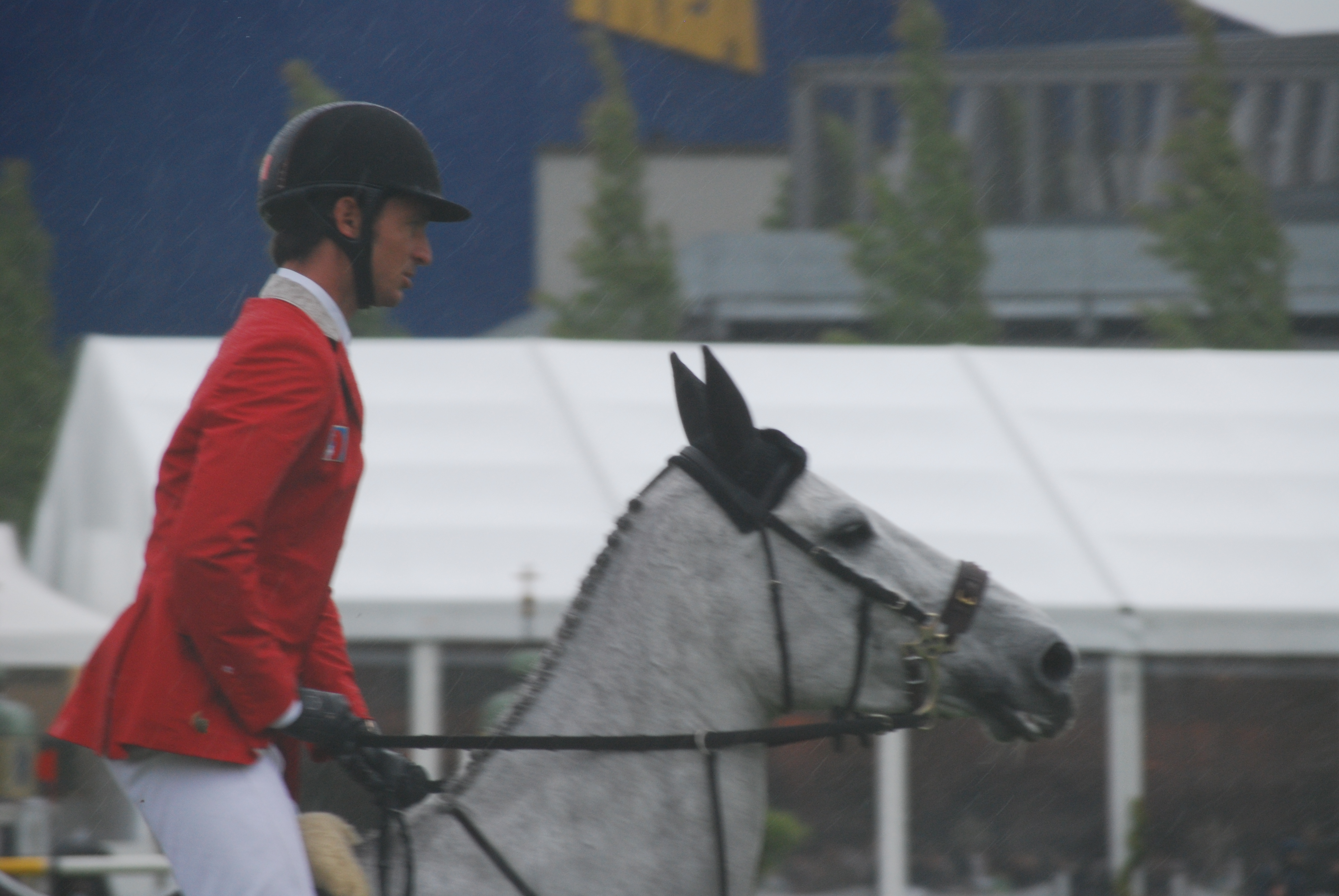
Steve Guerdat auf Nasa

- Venard de Cerisy (* 2009), brauner Selle-Français-Wallach, Vater: Open up Semilly, Muttervater: Djalisco du Guet[34]
- Albführen’s Maddox (* 2011), brauner SWB-Hengst, Vater: Cohiba, Muttervater: Maraton; zuvor von Stephanie Holmén geritten[35]
- Dynamix de Belheme (* 2013), braune Selle Français-Stute, Vater: Snaike de Blondel, Muttervater: Cornet Obolensky
- Albführen's Iashin Sitte (* 2014), SBS-Fuchswallach, Vater: Bamako de Muze, Muttervater: Tinka's Boy
- Is-Minka (* 2013), KWPN-Schimmelstute, Vater: Mylord Carthago, Muttervater: Quite Easy I
- Caracho 18 (* 2012), brauner Holsteiner Hengst, Vater: Cassilano, Muttervater: Quick Star
- Looping Luna (* 2014), braune Hannoveraner Stute, Vater: Pikeur Lord Fauntleroy, Muttervater: Calido I
- Lancelotta (* 2013), Westfale dunkelbraune Stute, Vater: Lancer III, Muttervater: Orlando van de Heffinck
- Easy Star de Talma (* 2014), brauner Selle Français-Hengst, Vater: Quick Star, Muttervater: Opium de Talma
- Double Jeu D'Honvault (* 2013), brauner Selle Français-Hengst, Vater: Kannan, Muttervater: Cook du Midour AA
- Lucky Fauntleroy (* 2015), Westfale Fuchswallach, Vater: Pikeur Lord Fauntleroy, Muttervater: Comme il Faut
- Kanjer P (* 2015), KWPN-Fuchswallach, Vater: VDL Harley, Muttervater: Orthos
- Lusso GIH Z (* 2017), Zangersheider Fuchswallach, Vater: Light my Fire, Muttervater: Crown Z
- Emerine Z (* 2014), braune Zangersheider Stute, Vater: Emerald van 't Ruytershof, Muttervater: Camus
- Halo du Rozel (* 2017), Selle Français-Fuchswallach, Vater: Mylord Carthago, Muttervater: Le Tôt de Semilly
- Girlstar des Baleines (* 2016), braune Selle Français-Stute, Vater: Big Star, Muttervater: Heartbreaker
- CHC Lilibet (* 2017), braune BWP-Stute, Vater: George Z, Muttervater: Robin Z

ehemalige Turnierpferde:
- Bianca (* 2006; † 2021) braune SWB-Stute, Vater: Balou du Rouet, Muttervater: Cardento[36]
- Corbinian (* 2006), Westfale brauner Wallach, Vater: Cornet Obolensky, Muttervater: Pilot; 2019 aus dem Sport genommen[37]
- Paille (* 2003 als Paille de la Roque), Selle Français-Fuchsstute, Vater: Kannan, Muttervater: Dollar du Murier, Besitzer: Hofgut Albführen, zwischen Mai 2014 und Oktober 2016, davor von Alexandra Fricker geritten.[38] 2015 zuletzt im Sport eingesetzt und nach langwieriger Verletzung 2016 in die Zucht verabschiedet[39]
- Nasa (* 2001), Selle Français-Schimmelstute, Vater: Cumano, Besitzer: Urs Schwarzenbach, seit November 2011, zuvor von Niels Bruynseels geritten.[40] Im Februar 2016 an eine Junge Reiterin nach Spanien verkauft
- Nino des Buissonnets (* 2001), brauner Selle-Français-Wallach, Vater: Kannan, Muttervater: Narcos, Besitzer: Urs Schwarzenbach[41]
- Ferrari VI (* 1999), Oldenburger Fuchswallach, Vater: Furioso II, Muttervater: Polydor, Besitzer: Yves G. Piaget, im Herbst 2012 nach Brasilien verkauft[42]
- Jalisca Solier (* 1997; † 2014), braune Selle Français-Stute, Vater: Alligator Fontaine, Besitzer: Yves G. Piaget, im Dezember 2013 beim CHI Genf aus dem Sport verabschiedet. Im Januar 2014 auf der Weide tödlich verunglückt
- Tresor V (* 1996), dunkelbrauner BWP-Hengst, Vater: Papillon Rouge, Muttervater: Laudanum xx, Besitzer: während der Sportlaufbahn Yves G. Piaget, inzwischen Steve Guerdat; vom 1. Oktober 2008 bis 30. September 2009 war Tresor mit einer Gesamtgewinnsumme von 356'877 Franken das erfolgreichste Pferd in Schweizer Beritt.[43] Lebt inzwischen als Deckhengst in Südfrankreich[44]
- Pialotta (* 1991; † 2017), Westfale braune Stute, Vater: Pilot, Muttervater: Akitos xx, zuerst von Lynne Little im Sport vorgestellt, bis 2002 von Rolf-Göran Bengtsson geritten, dann (nach Verkauf) bis Ende 2004 von Tatiana Freytag von Loringhoven geritten, dann (wieder im Stall von Jan Tops) bis April 2005 von Steve Guerdat geritten, ab Mai 2005 von Edwina Alexander geritten, Ende 2008 aus dem Sport verabschiedet[45]
- Tijl (* 1996), dunkelbrauner BWP-Wallach, Vater: Fantastique, Muttervater: Codex, 2006 von Álvaro Affonso de Miranda Neto geritten, 2006 zuletzt im internationalen Sport eingesetzt[46]
- Tepic la Silla (* 1988; † 2023), brauner KWPN-Wallach, Vater: Akteur, Mutter von: Irak, ab 1995 von Alfonso Romo geritten, ab 2002 in Jan Tops Stall von Steve Guerdat geritten, 2004 von Antonio Chedraui geritten, 2005 und 2006 von Rolf-Göran Bengtsson geritten, im Jahr 2006 aus dem Sport verabschiedet

## Auszeichnungen
- Rookie of the Year (2002/2003)
- Swiss Rider of the Year (2009, 2011, 2017, 2018, 2019, 2022, 2023)[47][48]

## Erfolge

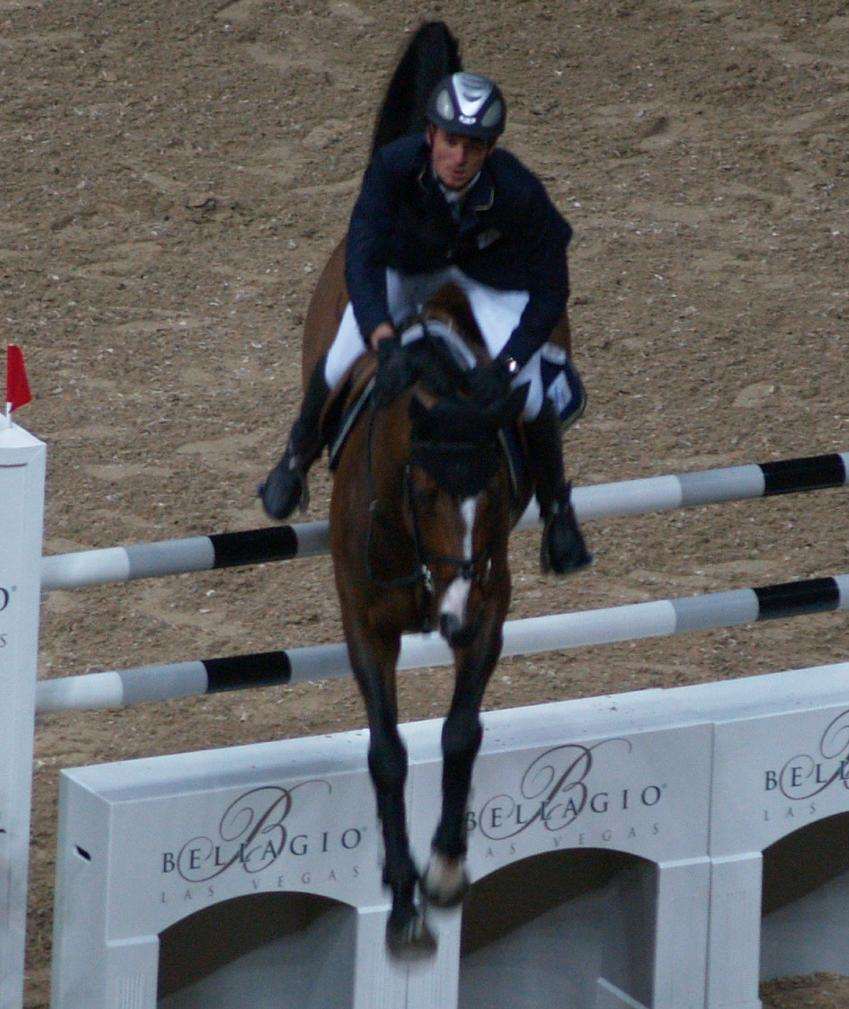
Steve Guerdat mit Tresor V beim Weltcupfinal 2007 in Las Vegas

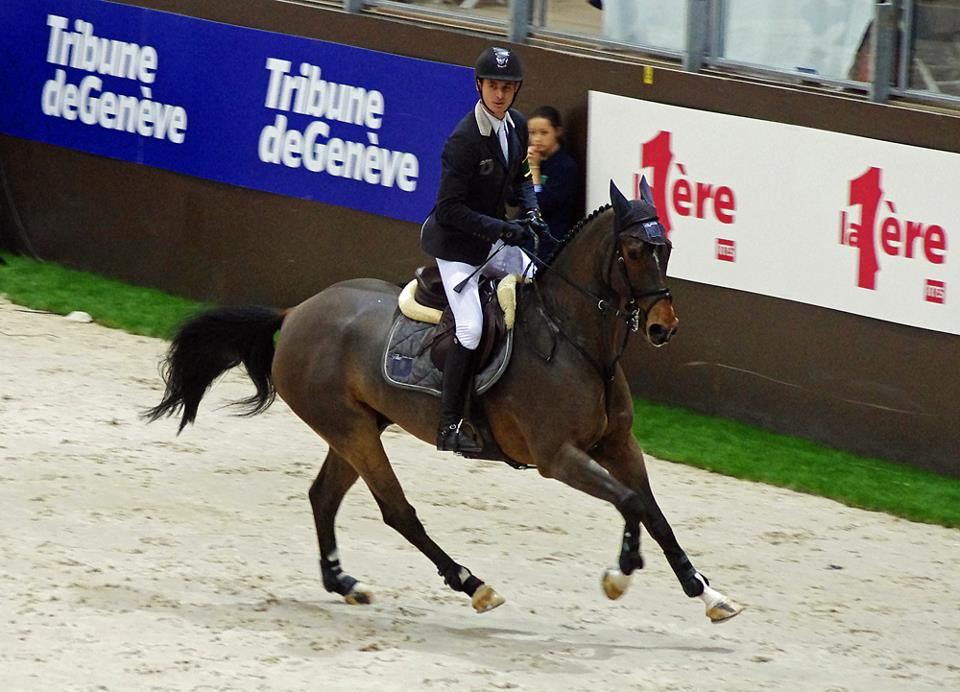
Steve Guerdat mit Nino des Buissonnets beim Weltcupspringen des CHI Genf 2012

### Championate und Weltcup
- Olympische Spiele[49]
  - 2004, Athen: mit Olympic 5. Platz mit der Mannschaft und 50. Platz im Einzel
  - 2008, Hongkong: mit Jalisca Solier 3. Platz mit der Mannschaft und 9. Platz im Einzel
  - 2012, London: mit Nino des Buissonnets 4. Platz mit der Mannschaft und 1. Platz im Einzel
  - 2016, Rio de Janeiro: mit Nino des Buissonnets 6. Platz mit der Mannschaft und 4. Platz im Einzel
  - 2024, Paris: mit Dynamix de Belhème, 12. Platz mit der Mannschaft und 2. Platz im Einzel

- Weltreiterspiele:
  - 2010, Lexington KY: mit Tresor 13. Platz mit der Mannschaft und 96. Platz im Einzel
  - 2014, Caen: mit Nino des Buissonnets 11. Platz mit der Mannschaft und 11. Platz im Einzel
  - 2018, Tryon NC: mit Bianca 4. Platz mit der Mannschaft und 3. Platz im Einzel

- Europameisterschaften:
  - 2003, Donaueschingen: mit Tepic 3. Platz mit der Mannschaft und 6. Platz im Einzel
  - 2005, San Patrignano: mit Pialotta 2. Platz mit der Mannschaft und 7. Platz im Einzel
  - 2009, Windsor: mit Jalisca Solier 1. Platz mit der Mannschaft und 16. Platz im Einzel
  - 2011, Madrid: mit Jalisca Solier 6. Platz mit der Mannschaft und 29. Platz im Einzel
  - 2013, Herning: mit Nino des Buissonnets 5. Platz mit der Mannschaft und 8. Platz im Einzel
  - 2017, Göteborg: mit Bianca 3. Platz mit der Mannschaft und 15. Platz im Einzel

- Weltcupfinals:
  - 2005, Las Vegas: 6. Platz mit Pialotta
  - 2007, Las Vegas: 3. Platz mit Tresor
  - 2008, Göteborg: 7. Platz mit Tresor
  - 2009, Le Grand-Saconnex bei Genf: 9. Platz mit Tresor
  - 2012, ’s-Hertogenbosch: 2. Platz mit Nino des Buissonnets
  - 2013, Göteborg: 2. Platz mit Nino des Buissonnets
  - 2014, Lyon: 5. Platz mit Nino des Buissonnets
  - 2015, Las Vegas: 1. Platz mit Paille
  - 2016, Göteborg: 1. Platz mit Corbinian
  - 2017, Omaha: 8. Platz mit Bianca
  - 2018, Paris: 10. Platz mit Bianca
  - 2019, Göteborg: 1. Platz mit Alamo

### Weitere Erfolge (Auswahl)
- 2005: 2. Platz im Grossen Preis von Neuendorf (CSI 4*) mit Tijl, 3. Platz im Grossen Preis von Lyon (CSI 4*) mit Jus des Fontaines, 2. Platz im Grossen Preis von La Coruña (CSI 5*) mit Tijl
- 2006: 4. Platz im Grossen Preis von Paris-Porte de Versailles mit Jalisca Solier, 1. Platz in der Weltcupwertung von Genf (CSI-W) mit Jalisca Solier
- 2007: 1. Platz in der Weltcupwertung von Vigo (CSI-W) mit Jalisca Solier, 3. Platz im German Master (Stuttgart German Masters, CSI 5*-W) mit Kador du Valon, 2. Platz im Grossen Preis von La Coruña (CSI 5*) mit Ferrari sowie mit der Schweizer Mannschaft 3. Platz im Nationenpreis von Dublin (CSIO 5*) mit Jalisca Solier
- 2008: 2. Platz in der Weltcupwertung von Bordeaux (CSI 4*-W) mit Jalisca Solier, 3. Platz im Grossen Preis von Arezzo (CSI 5*, GCT-Wertungsprüfung) mit Tresor, 1. Platz im Grossen Preis von Lyon (CSI 5*) mit Tresor, 2. Platz in der Weltcupwertung von Verona (CSI 4*-W) mit Jalisca Solier, 2. Platz in der Weltcupwertung von Stuttgart (CSI 5*-W) mit Jalisca Solier sowie mit der Schweizer Mannschaft 2. Platz im Nationenpreis von St. Gallen (CSIO 5*) mit Jalisca Solier
- 2009: 1. Platz im Grossen Preis von Rotterdam (CSIO 5*) mit Tresor, 1. Platz im Grossen Preis von Ascona (CSI 3*) mit Jalisca Solier sowie mit der Schweizer Mannschaft 1. Platz im Nationenpreis von La Baule (CSIO 5*) mit Jalisca Solier und 3. Platz im Nationenpreis von St. Gallen (CSIO 5*) mit Jalisca Solier
- 2010: 3. Platz im Grossen Preis von Basel (CSI 4*) mit Ferrari, 2. Platz in der Weltcupwertung von Zürich (CSI 5*-W) mit Tresor, 2. Platz im Grossen Preis von Neuendorf (CSI 2*) mit Urgent, 1. Platz im Grossen Preis von Donaueschingen (CSI 3*) mit Jalisca Solier, 1. Platz im Grossen Preis von Salzburg (CSI 4*) mit Ferrari, Sieg im Welt-Top-10-Final in Genf (CSI 5*-W) mit Jalisca Solier
- 2011: 2. Platz im Grossen Preis von Pioltello (CSI 3*) mit Nino des Buissonnets, 1. Platz im Weltcupspringen von Bratislava (CSIO 3*-W) mit Ferrari, 3. Platz im Weltcupspringen von Lyon (CSI 5*-W) mit Nino des Buissonnets sowie mit der Schweizer Mannschaft 2. Platz im Nationenpreis von Lissabon (CSIO 3*) mit Ferrari, 2. Platz im Wiener Hallenderby (CSI 4* Wien) mit Sidney VIII, 2. Platz im Grossen Preis von Stuttgart (Weltcupprüfung, CSI 5*-W) mit Nino des Buissonnets, 2. Platz im Nationenpreis von St. Gallen (CSIO 5*) mit Jalisca Solier und 1. Platz im Nationenpreis von Bratislava (CSIO 3*-W) mit Nino des Buissonnets
- 2012: 3. Platz im Grossen Preis von Amsterdam (CSI 4*) mit Jalisca Solier, 1. Platz im Grand Prix von Zürich (CSI 5*-W) mit Nasa, 3. Platz im Grossen Preis von Bordeaux (CSI 5*-W) mit Nino des Buissonnets, 1. Platz im Invitational Grand Prix der Sunshine Tour (CSI 3*) mit Nino des Buissonnets, 2. Platz im Championat von Hamburg (CSI 5*) mit Carpalo, 1. Platz im Grossen Preis von Rio de Janeiro (CSI 5*) mit Nino des Buissonnets, 3. Platz im Grossen Preis von La Coruña (CSI 5*) mit Sidney VIII
- 2013: 2. Platz in den Nationenpreisen von La Baule (CSIO 5*) und St. Gallen (CSIO 5*) mit Nasa, 2. Platz im Grossen Preis von Spruce Meadows (CSIO 5*) mit Nasa, 2. Platz im Weltcupspringen von Oslo (CSI 5*-W) mit Nino des Buissonnets, 2. Platz im Weltcupspringen von Helsinki (CSI 5*-W) mit Nino des Buissonnets, 2. Platz im Weltcupspringen von Stuttgart (CSI 5*-W) mit Nino des Buissonnets, 1. Platz im Grossen Preis von Genf (CSI 5*) mit Nino des Buissonnets
- 2014: 1. Platz im Nationenpreis von Lummen (CSIO 5*) mit Nasa, 3. Platz im Grand Prix von Mons Ghlin (CSI 4*) mit Lady Limbus, 1. Platz im Grossen Preis von Münster (CSI 3*) mit Nino des Buissonnets, 2. Platz im Grand Prix von Los Angeles (CSI 5*) mit Paille, 3. Platz im Weltcupspringen von Oslo (CSI 5*-W) mit Nino des Buissonnets, 1. Platz im Weltcupspringen von Helsinki (CSI 5*-W) mit Nino des Buissonnets, 3. Platz im Weltcupspringen von Stuttgart (CSI 5*-W) mit Nino des Buissonnets, 3. Platz im Grossen Preis von Frankfurt (CSI 3*) mit Corbinian
- 2015: 1. Platz im Weltcupspringen von Göteborg (CSI 5*-W) mit Paille, 3. Platz im Grand Prix von Paris-Grand Palais (CSI 5*) mit Corbinian, 2. Platz im Grossen Preis der Schweiz (CSIO 5* St. Gallen) mit Nino des Buissonnets, 1. Platz im Grossen Preis von Albführen (CSI 2*) mit Happiness, 1. Platz im Grossen Preis von Genf (CSI 5*) mit Nino des Buissonnets
- 2016: 3. Platz im Grossen Preis von Knokke (CSI 5*) mit Nino des Buissonnets, 1. Platz im Grossen Preis von Albführen (CSI 2*) mit Happiness, 2. Platz im Grossen Preis von Wolvertem bei Brüssel (CSI 5*) mit Bianca, 2. Platz im Grossen Preis von Riesenbeck (CSI 2*) mit Ulysse des Forets, 3. Platz im Grossen Preis von Gorla Minore (CSI 2*) mit Ulysse des Forets, 2. Platz im Grossen Preis von Lüttich (CSI 3*) mit Corbinian, 2. Platz im Weltcupspringen von Stuttgart (CSI 5*-W) mit Bianca, 3. Platz im Welt-Top-10-Final in Genf (CSI 5*) mit Corbinian, 3. Platz im Grossen Preis von London-Olympia (CSI 5*-W) mit Corbinian
- 2017: 2. Platz im Grossen Preis eines CSI 2* in Oliva mit Corbinian, 1. Platz im Grossen Preis eines CSI 3* in San Giovanni in Marignano mit Hannah, 1. Platz im Grossen Preis eines CSI 2* in Busto Arsizio mit Ulysse des Forets, 1. Platz im Grossen Preis von Villach-Treffen (CSI 5*) mit Corbinian, 1. Platz im Grossen Preis von Roeser (CSIO 3*) mit Cayetana, 1. Platz im Grossen Preis von Dettighofen-Albführen (CSI 2*) mit Happiness, 1. Platz im Grossen Preis von Falsterbo (CSIO 5*) mit Hannah, 1. Platz im Grossen Preis von Helsinki (CSI 5*-W) mit Alamo, 2. Platz im Grossen Preis von Lyon (CSI 5*-W) mit Bianca, 3. Platz im Weltcupspringen von Lyon (CSI 5*-W) mit Bianca, 1. Platz im Weltcupspringen von Stuttgart (CSI 5*-W) mit Hannah sowie 2. Platz im Nationenpreis von St. Gallen (CSIO 5*) mit Bianca, 2. Platz im Nationenpreis von Rotterdam (CSIO 5*) mit Bianca und 4. Platz im Nations-Cup-Final in Barcelona (CSIO 5*) mit Bianca
- 2018: 1. Platz im Grossen Preis von Windsor (CSI 5*) mit Bianca, 2. Platz im Grossen Preis des CSI 3* von Knokke mit Ulysse des Forets, 5. Platz im Grossen Preis von Aachen (CSIO 5*) mit Bianca, 2. Platz im Grossen Preis von Oslo (CSI 5*-W) mit Ulysse des Forets, 2. Platz im Grossen Preis von Lyon (CSI 5*-W) mit Bianca, 3. Platz im Weltcupspringen von Lyon (CSI 5*-W) mit Bianca, 2. Platz im Weltcupspringen von Madrid (CSI 5*-W) mit Ulysse des Forets, 1. Platz im Rolex IJRC Top 10 Final mit Alamo, 2. Platz im Grossen Preis von Genf (CSI 5*) mit Bianca sowie 3. Platz im Nationenpreis von La Baule (CSIO 5*) mit Hannah, 2. Platz im Nationenpreis von Rom (CSIO 5*) mit Alamo und 2. Platz im Nationenpreis von St. Gallen (CSIO 5*) mit Bianca,
- 2019: 2. Platz im Grossen Preis von ’s-Hertogenbosch (CSI 5*) mit Bianca, 2. Platz im Grossen Preis eines CSI 4* in Grimaud (21. April) mit Flair, 2. Platz im Grossen Preis von La Baule (CSIO 5*) mit Bianca, 1. Platz im Grossen Preis von St. Gallen (CSIO 5*) mit Venard de Cerisy, 2. Platz im Grossen Preis des National Tournament in Calgary-Spruce Meadows (CSI 5*) mit Bianca, 3. Platz im Grossen Preis des Continental Tournament in Calgary-Spruce Meadows (CSI 5*) mit Venard de Cerisy, 1. Platz im Grossen Preis des Pan American Tournament in Calgary-Spruce Meadows (CSI 5*) mit Venard de Cerisy, 1. Platz im Grossen Preis eines CSI 2* in Gorla Minore mit Maddox, 1. Platz im Grossen Preis von Waregem (CSI 5*) mit Alamo, 3. Platz im Grossen Preis eines CSI 4* in Grimaud (13. Oktober) mit Maddox, 3. Platz im Weltcupspringen von Verona (CSI 5*-W) mit Alamo, 2. Platz im Weltcupspringen von Stuttgart (CSI 5*-W) mit Venard de Cerisy sowie 1. Platz im Nationenpreis von La Baule (CSIO 5*) mit Bianca, 3. Platz im Nationenpreis von St. Gallen (CSIO 5*) mit Bianca, 2. Platz im Nationenpreis von Falsterbo (CSIO 5*) mit Bianca
- 2020: 1. Platz im Grossen Preis von Basel und im Weltcupspringen von Basel (CSI 5*-W) mit Victorio des Frotards, 1. Platz im Weltcupspringen von Bordeaux (CSI 5*-W) mit Victorio des Frotards, 1. Platz im Grossen Preis eines CSI 5* in Grimaud (5. Juli) mit Victorio des Frotards, 1. Platz im Grossen Preis eines CSI 2* in Gorla Minore (26. Juli) mit Uranie de Balcour, 1. Platz in zwei Grossen Preisen von CSI-2*-Turnieren in Grimaud (30. August und 13. September) mit Ulysse des Forets, 1. Platz im Grossen Preis eines CSI 2* in Gorla Minore (22. November) mit Jonka-A
- 2021: 2. Platz im Grossen Preis eines CSI 3* in Oliva (24. Januar) mit Jonka-A, 3. Platz im Grossen Preis der dritten Woche der Sunshine Tour (CSI 4* Vejer de la Frontera) mit Maddox, 1. Platz im Grossen Preis eines CSI 5* in Grimaud (9. Mai) mit Venard de Cerisy, 1. Platz im Grossen Preis eines CSI 4* in Gorla Minore (16. Mai) mit Uranie de Balcour sowie 3. Platz im Nationenpreis von St. Gallen (CSIO 5*) mit Venard de Cerisy und 1. Platz im Nationenpreis von La Baule (CSIO 5*) mit Maddox

(Stand: 13. Juni 2021)

## Privates
Für die Reiterei brach Steve Guerdat noch während der elften Klasse die Schule ab.
Seit 2007 trainiert Guerdat die Finnin Jenni Dahlman. Nachdem sich Dahlman und ihr Ehemann Kimi Räikkönen getrennt hatten, berichteten Schweizer Boulevardmedien im Februar 2013 über eine Beziehung zwischen Dahlman und Guerdat. Dies wurde vom Management Guerdats jedoch bestritten.
Seit 2018 befindet er sich in einer Beziehung mit der französischen U25-Nachwuchsreiterin und Model Fanny Skalli. Im Juli 2019 verlobte sich das Paar, im Januar 2021 heirateten Guerdat und Skalli. Beide sind Eltern einer Tochter (* 2021).